# Serpentin-Hauswurz
Die Serpentin-Hauswurz (Sempervivum pittonii) ist eine Pflanzenart aus der Gattung der Hauswurzen (Sempervivum) innerhalb der Familie der Dickblattgewächse (Crassulaceae).

## Beschreibung

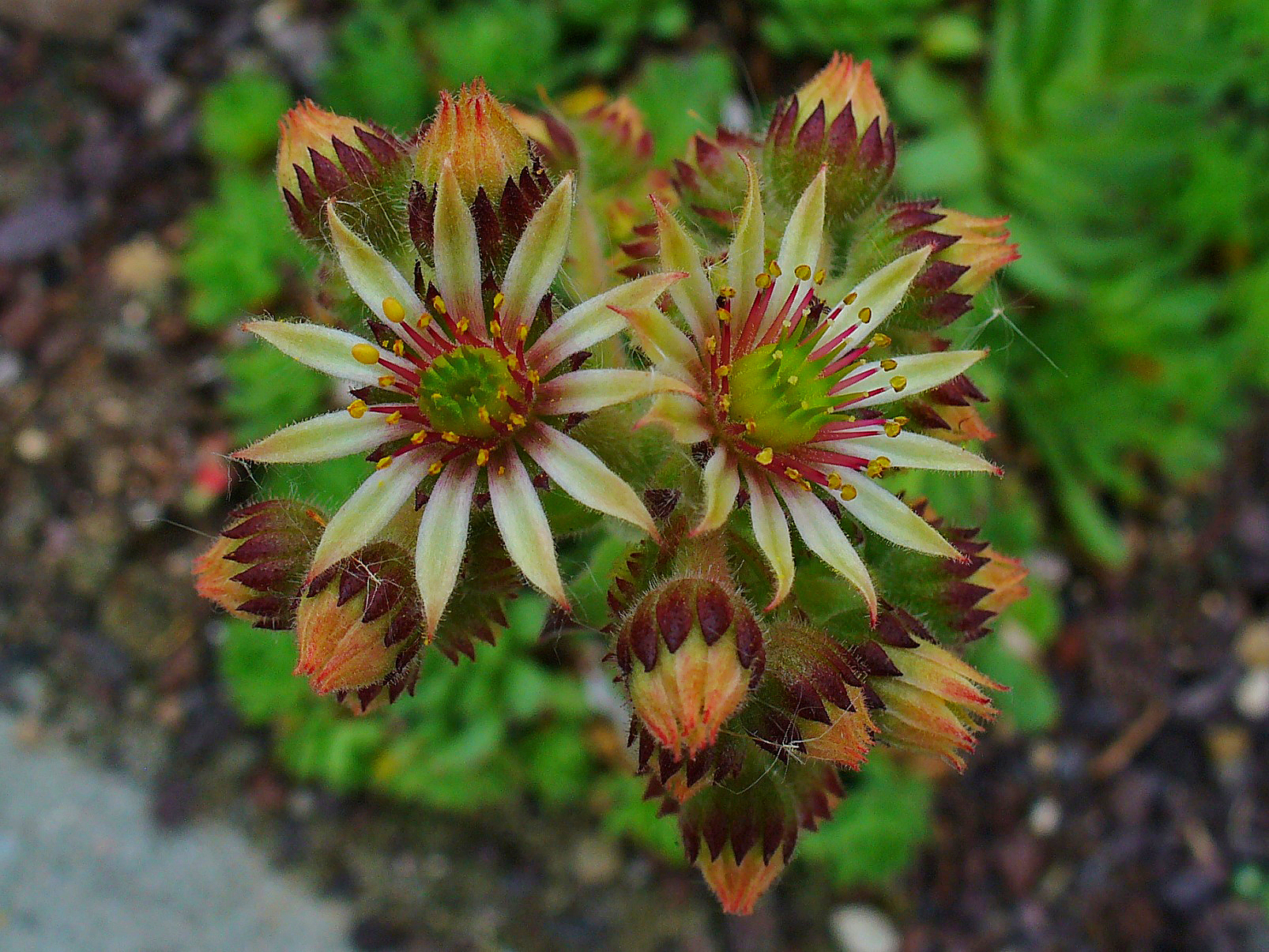
Blütenstand mit radiärsymmetrischen Blüten

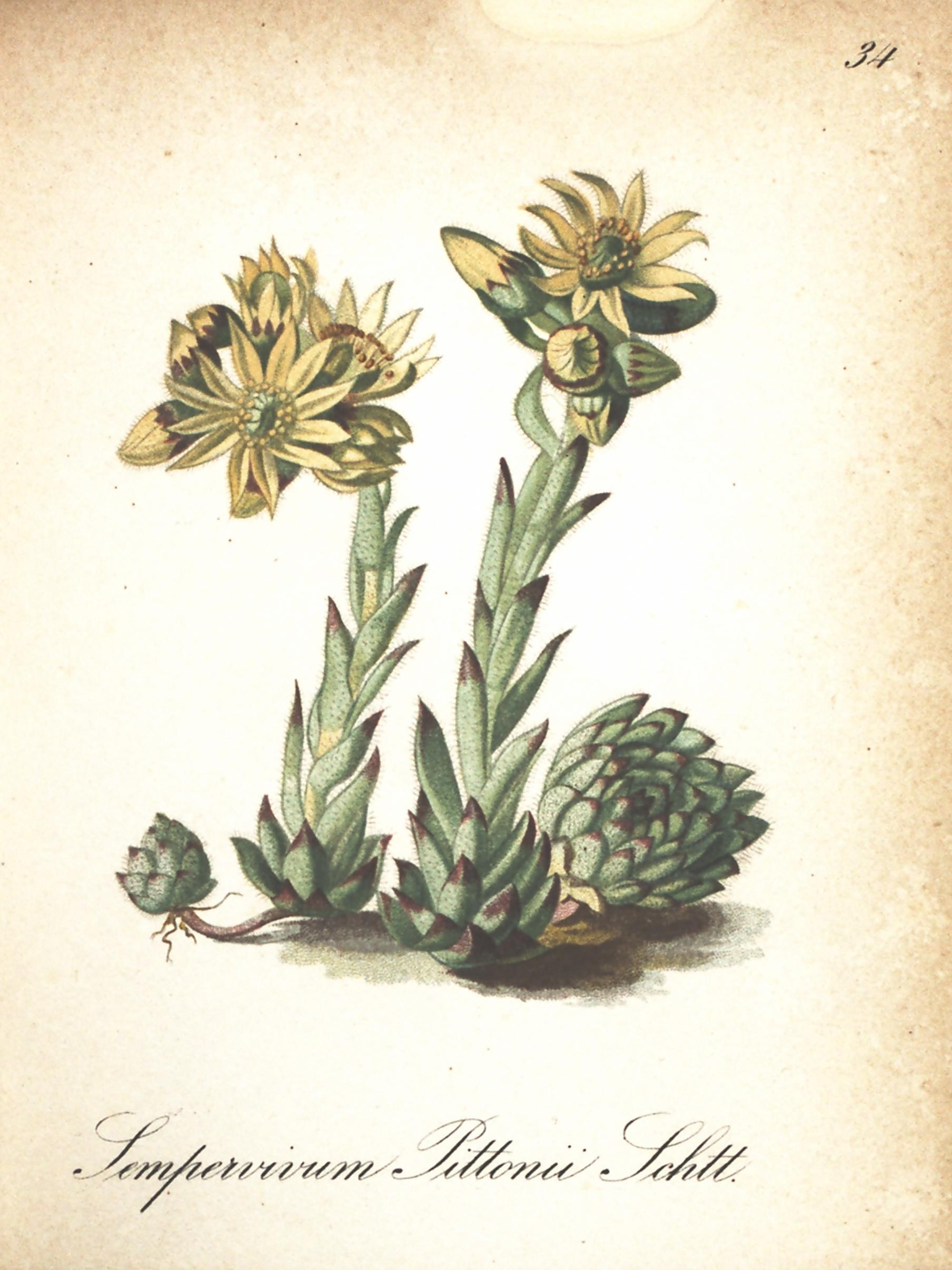
Illustration aus Die Alpenpflanzen nach der Natur gemalt, Tafel 34

### Vegetative Merkmale
Die Serpentin-Hauswurz ist eine ausdauernde Pflanze, die 5 bis 15 Zentimeter hoch wird. Sie entwickelt 2 bis 3 Zentimeter lange Ausläufer. Ihre flachen Blattrosetten weisen einen Durchmesser von 1,5 bis 5 Zentimetern auf. Die Laubblätter sind ober- wie unterseits mit vergleichsweise langen Haaren samtig behaart und sind am Rand bewimpert und diese Wimpern sind unterschiedlich lang. Die Rosettenblätter sind bei einer Länge von 12 bis 20 Millimetern sowie einer Breite von 3 bis 8 Millimetern länglich-verkehrt-eilanzettlich. Die Stängelblätter sind lanzettlich. Die Blattspitzen sind meist deutlich dunkel-purpurfarben.

### Generative Merkmale
Die Blütezeit reicht von Juli bis August. Die Blütenstände sind bis zu 20 Zentimeter hoch. Die zwittrige Blüte ist radiärsymmetrisch mit doppelter Blütenhülle. Die Kelchblätter sind bei einer Länge von 3 bis 5 Millimetern ei-lanzettlich und dicht drüsig behaart.  Die Farbe der 12 bis 16 Kronblätter ist klar- bis trüb-gelb. Jede Blüte besitzt 24 bis 32 Staubblätter. Die Staubfäden sind weiß, kahl und etwa halb so lang wie die Kronblätter. Der Fruchtknoten ist spärlich drüsig behaart.
Die Chromosomengrundzahl beträgt x = 64.

## Vorkommen
Die Serpentin-Hauswurz ist eine endemische und extrem seltene Art. Dieser Lokalendemit kommt nur an zwei Bergen bei Kraubath an der Mur in Österreich vor. Die Pflanzenexemplare wachsen fast ausschließlich auf Serpentinit, manchmal auch auf Magnesit.
Ihre nächsten Verwandten sind möglicherweise Taxa, die außerhalb der Alpen weiter östlich bis südöstlich (Balkan) vorkommen.

## Taxonomie
Die Erstbeschreibung von Sempervivum pittonii erfolgte 1854 durch Heinrich Wilhelm Schott, Carl Frederik Nyman und Karl Georg Theodor Kotschy in Analecta botanica, S. 19. Das Artepitheton pittonii ehrt den österreichischen Biologen Josef Claudius Ritter Pittoni von Dannenfeldt (1797–1878).